# Microhyla laterite
Microhyla laterite là một loài ếch trong họ Microhylidae, được phát hiện tại bang Karnataka, Ấn Độ vào năm 2016.